# Alfabeto de lenguas nacionales de Benín
El alfabeto de lenguas nacionales de Benín es una variante estandarizada del alfabeto latino, basada en el alfabeto francés con adaptaciones a la fonética autóctona, que se ha oficializado en Benín para unificar la escritura de las lenguas autóctonas de dicho país.

## Origen
El alfabeto de lenguas nacionales de Benín fue elaborado por la Comisión Nacional de Lingüística (CNL) en 1975, adoptada por decreto número 75-272 de 24 de octubre de 1975 y revisado por el Centro Nacional de Lingüstica Aplicada (CENALA) entre 1990 y 2006.
La revisión de 1990 engloba los alfabetos (vocales y consonantes) de las siguientes lenguas: aja-gbe, fɔn, waci-gɛn, xwela, yōrùbá, ede ìdàáshà, waama, baatɔnu, boko, yom, dendi y fulfulde.
La revisión de 2008 contiene los alfabetos de las siguientes lenguas: aja-gbe, anii, baatɔnum, boo, byali, dendi, ditammari, foodo, fɔngbe, fulfulde, gɛngbe, lǝkpa, bɛlimɛ, mɛyɔpɛ, nateni, waama, wacigbe, xwelagbe, yom, yōrùbá (y sus variantes idaasha, isha, shabɛ, ijɛ, ifɛ, ajashɛ, ana, ketu, mokole).

## Escritura
La escritura oficial de los idiomas de Benín se basa en las veintiséis letras básicas del alfabeto latino, completadas con letras adicionales del alfabeto africano de referencia, diacríticos del Alfabeto Fonético Internacional y dígrafos.

### Consonantes
Lista de consonantes con su antigua transcripción francesa y su correspondiente aproximación al Alfabeto Fonético Internacional (AFI):
| Mayúscula                | B | Ɓ  | C  | D | Ɖ  | Ɗ | F | Ƒ  | G    | Gb | Ɣ  | H | Hw | J     | K    | Kp | L | M | N |
| Minúscula                | b | ɓ  | c  | d | ɖ  | ɗ | f | ƒ  | g    | gb | ɣ  | h | hw | j     | k    | kp | l | m | n |
| Transcripción francófona | b | bh | c  | d | dh |   | f | fh | g(u) |    | gh | h |    | j     | k, q | kp | l | m | n |
| Aproximación AFI         | b | ɓ  | t͡ʃ | d | ɖ  | ɗ | f | ɸ  | g    | ɡ͡b | ɣ  | h | ɣʷ | ɟ, d͡ʒ | k    | k͡p | l | m | n |

| Mayúscula                | Ny | Ŋ  | Ŋm | Ŋw | P     | R          | S | Sh | T | V | Ʋ  | W | X    | Xw | Y | Ƴ  | Z | Ʒ  | Ɂ    |
| Minúscula                | ny | ŋ  | ŋm | ŋw | p     | r          | s | sh | t | v | ʋ  | w | x    | xw | y | ƴ  | z | ʒ  | ʼ    |
| Transcripción francófona |    | ng |    |    | p     | r          | s | ch | t | v | vh | w | h    |    | y |    | z | jh | ¨, h |
| Aproximación AFI         | ɲ  | ŋ  | ŋ͡m | ŋʷ | p, k͡p | ɾ, r, ʁ, ɹ | s | ʃ  | t | v | ʋ  | w | x, χ | xʷ | j | ʔʲ | z | ʒ  | ʔ    |

### Vocales
Lista de vocales con su antigua transcripción francesa y su correspondiente aproximación al Alfabeto Fonético Internacional (AFI):
| Mayúscula                | A | E | Ɛ    | Ǝ     | I | Ɩ | O        | Ɔ | U     | Ʊ     |
| Minúscula                | a | e | ɛ    | ǝ     | i | ɩ | o        | ɔ | u     | ʊ     |
| Transcripción francófona | a | é | è, ê | e, eu | i | i | ô, o, au | o | ou, u | ou, u |
| Aproximación AFI         | a | e | ɛ    | ǝ     | i | ɪ | o        | ɔ | u     | ʊ     |

Las vocales largas pueden indicarse con una letra doble.

### Tonos
Los tonos de las vocales y de las consonantes nasales pueden indicarse con diacríticos:
| Tono        | Diacrítico         | Grafía                  |
| ----------- | ------------------ | ----------------------- |
| Bajo        | Acento grave       | à è ɛ̀ ə̀ ì ɩ̀ m̀ ǹ ò ɔ̀ ù ʊ̀ |
| Medio       | Macrón             | ā ē ɛ̄ ǝ̄ ī ɩ̄ m̄ n̄ ō ɔ̄ ū ʊ̄ |
| Alto        | Acento agudo       | á é ɛ́ ǝ́ í ɩ́ ḿ ń ó ɔ́ ú ʊ́ |
| Ascendente  | Carón              | ǎ ě ɛ̌ ə̌ ǐ ɩ̌ m̌ ň ǒ ɔ̌ ǔ ʊ̌ |
| Descendente | Acento circunflejo | â ê ɛ̂ ə̂ î ɩ̂ m̂ n̂ ô ɔ̂ û ʊ̂ |

### Nasalización
La nasalización puede indicarse de tres formas según la lengua:
| Escritura                   | Grafía      | Lenguas             |
| --------------------------- | ----------- | ------------------- |
| Vocal seguida de "n"        | an, en, ɛn… | Yōrùbá…             |
| Vocal con virgulilla encima | ã, ẽ, ɛ̃…    | Baatonu, boko, ifɛ… |
| Vocal con virgulilla debajo | a̰, ḛ, ɛ̰…    | Nateni…             |

La nasalización puede combinarse con el tono, independientemente de la posición de la virgulilla: ã́ ẽ́ ɛ̃́ ĩ́ ṍ ɔ̃́ ṹ - á̰ ḛ́ ɛ̰́ ḭ́ ó̰ ɔ̰́ ṵ́.